# 말리그넌트
《말리그넌트》(영어: Malignant)는 2021년 개봉한 미국의 공포 영화로, 제임스 완이 감독을 맡았다. 2021년 9월 10일 북미에서 극장 개봉과 함께 HBO 맥스에 동시 공개되었다.

## 줄거리
매디슨은 의식이 명료하게 깨어있는 상태에서 모르는 사람들이 눈앞에서 살해되는 생생한 환영을 연속해서 지켜보게 된다. 곧 매디슨은 자신 앞에 나타나는 광경이 환각이 아니라 실제로 벌어지고 있는 사건임을 알게 된다.

## 출연
- 애너벨 월리스 - 매디슨 미첼 / 에밀리 메이 역
  - 매케나 그레이스 - 에밀리 아역
- 매디 해슨 - 시드니 레이크 역
- 조지 영 - 커코아 쇼 형사 역
- 재클린 매켄지 - 플로렌스 위버 박사 역
- 미콜 브리아나 화이트 - 리지나 모스 형사 역
- 제이크 에이블 - 데릭 미첼 역
- 인그리드 비수 - 위니, 범죄 현장 기사 역
- 진 루이자 켈리 - 세리나 메이 역
  - 매디슨 울프 - 세리나 아역
- 수재나 톰프슨 - 진 레이크 역
- 크리스천 클레먼슨 - 빅터 필즈 박사 역
- 아미르 아불렐라 - 존 그레고리 의사 역
- 폴라 마셜 - 베벌리 역
- 조이 벨 - 스코피언 역
- 레이 체이스 - 게이브리얼 역 (목소리)
- 파트리시아 벨라스케스